# Jezdecká srážka u Střezetic
Jezdecká srážka u Střezetic byla bojovým střetem v závěrečné fázi bitvy u Hradce Králové 3. července 1866, rozhodující bitvy prusko-rakouské války. Dvě rakouské jezdecké divize silné jezdecké útoky proti postupující pruské armádě u obcí Střezetice, Rozběřice a Dlouhé Dvory, aby ulehčily ustupující pěchotě. Do střetu se zapojilo celkem okolo 11 tisíc jezdců, soustředěných v 39 a půl rakouských a 31 pruských eskadronách. Boj proběhl během pouhé půlhodiny ve dvou samostatných střetech: útok hesenských kyrysníků u Rozběřic nejprve odrazil pruskou jízdní brigádu pod velením generálmajora Georga von der Groebena zpět do Dlouhých Dvorů, ve stejné době byl u Střezetic proveden útok 3. rezervní jezdecké divize proti pruským dragounům se střídavým úspěchem. Rakouský jízdní útok však již nemohl změnit jejich všeobecnou porážku v celé bitvě.
Po jezdecké bitvě u Liebertwolkwitz v rámci bitvy u Lipska roku 1813 se jednalo o druhou největší a poslední velkou jezdeckou bitvu 19. století.

## Předehra

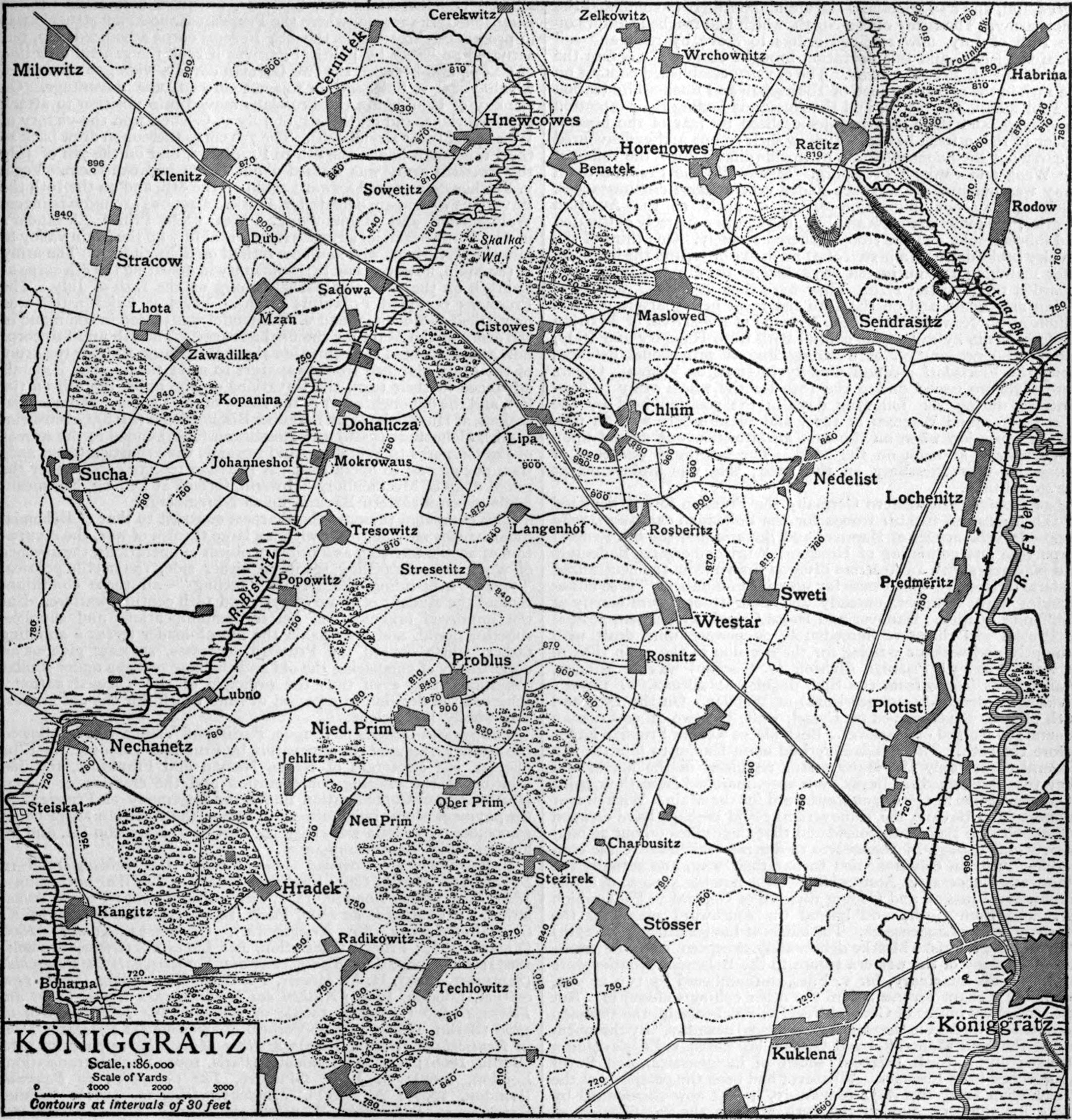
Mapa bojiště bitvy u Hradce Králové

### Rakouský útok
Po necelých dvou týdnech bojů prusko-rakouské války ve východních Čechách, ve které krom bitvy u Trutnova, byla rakouská armáda ve všech bitvách poražena, došlo s rozbřeskem 3. července 1866 v okolí pevnostního města Hradec Králové k začátku rozhodující bitvy střetu. Během dopoledne mělo Rakousko mírnou převahu. Rakouské dělostřelectvo, vybavené moderními bronzovými čtyř- a osmiliberními děly s dostřelem několika kilometrů, odráželo nápor 1. pruské armády palbou od obce Lípa.
Jakožto zamýšlené vyvrcholení bitvy vydal rakouský vrchní velitel, polní zbrojmistr Ludwig von Benedek, kolem poledne rozkaz zahájit protiútok v oblasti lesa Svíb. Přiblížení pruské 2. armády mezitím nabralo zpoždění kvůli nepříznivým povětrnostním podmínkám, když pak zpráva o jejím přiblížení dorazila do rakouského štábu, ten toto vyhodnotil jako ohrožení pravého křídla a bylo nutné okamžité přeskupení opuštěného útoku. Brigády rakouského II. a IV. armádního sboru pod vedením generálů Antona Mollinaryho von Monte Pastella a Karla von Thuna a Hohensteina musely rychle obnovit své staré pozice mezi vesnicemi Chlum a Neděliště. Odvolání IV. sboru ze Svíbu přišlo rychle, II. sbor ustupoval pomaleji a dokázal odrazit slabý útok pruské jízdy.

### Zásah pruského gardového sboru
Poté, co pruský korunní princ Fridrich pochopil situaci, okamžitě vyslal svou pěchotu, aby zaútočila na pravé křídlo nepřítele. Na rozkaz plukovníka Krafta Karla zu Hohenlohe pálily baterie pruského gardového sboru z linií obcí Žíželeves, Račice a Habřina směrem k rakouskému obrannému postavení mezi Hořiněvsí a Trotinou. Dělostřelecká výměna mezi dělostřelectvem gardového sboru a 5 rakouskými bateriemi byla soustředěna v jihovýchodní části Hořiněvsi. Pruské dělostřelectvo posílené sedmi dalšími bateriemi mělo nad nepřítelem drtivou převahu: 90 pruských děl čelilo 40 rakouským kanónům. Ve 13 hodin dorazila do Hořiněvsi pruská 1. strážní divize (generál Wilhelm Hiller von Gaertringen), 2. Strážní divize (generál Heinrich von Plonski) se svou prostřední kolonou již přiblížila k Žíželevsi. Na východ pochodoval VI. sbor pod vedením generála Louise von Mutia směrem na Račice, s 11. divizí na pravém a 12. divizí (generálporučík von Prondzynski) na levém křídle, nalevo od potoka Trotiny. Obě jednotky měly zájem zasáhnout před příchodem V. armádního sboru (generál pěchoty Karl Friedrich von Steinmetz), VI. Sbor následoval stejným směrem za nimi.
Zatímco rakouská 2. lehká jízdní divize pod vedením generálmajora Emmericha von Thurn-Taxis zajistila ústupová postavení Labe postavením západně od Lochenic, obsadila pruská 12. divize blízkou vesnici Sendražice. V Račici a na dolním toku Trotiny se pruské jednotky generálporučíka Heinricha Adolfa von Zastrow (11. divize) střetly jen se slabými částmi brigády generálmajora Gustava von Henriqueze (II. armádní sbor), která ustoupila k Lochenicím kvůli otevřenému levému křídlu podél řeky Labe. Ve 14 hodin byl nakonec rakouský IV. Sbor ze svých pozic mezi Máslojedy a Hořiněvsí a tamní vyvýšené pozice převzala pruská armáda. Rakouská brigáda plukovníka Emmericha von Fleischhackera a 7. husarský pluk pak zajistili oblast okolo obce Čistěvec. Se zhroucením pravého křídla museli i oni ustoupit do pozic mezi Lípou a Dlouhými Dvory. Odtud do Všestar vytvořila rakouská záloha zabezpečenou bojovou linii 120 děl, která měla Prusy zastavit.
Pruská 1. pěší brigáda následně zaútočila po svahu směrem na Rozběřice. I. a VI. armádní sbor se bránit jejich postupu, ale byl zatlačen zpět. Mezitím se pruská 11. divize stala na východě a obsadila vesnice Sendražice a pronikla do obce Neděliště. Zároveň pět praporů 12. divize překročila říčku Trotinu ve stejnojmenné vesnici a postupovala po hlavní silnici na Hradec Králové.

### Bitva o Chlum

Václav Sochor : Baterie mrtvých

S podporou 70 děl pronikli Prusové na klíčový bod rakouského postavení u Chlumu. Obrana Chlumu byla svěřena plukovníku Carlu von Eppanovi, 46. pěší pluk Sasko-Meiningen 62 pěšího pluku König von Bayern vedl plukovník Slaveczi. Krátce po 13. hodině nařídil generál von Appiano své brigádě, která trpěla pod nepřátelskou palbou, aby vesnici Chlum vyklidila. Dělostřelectvo rakouského III. sbor se pokusilo zastavit frontu nepřátelské pěchoty., prapor 46 pěšího pluku se stále bránil jižně od vesnice. 7. Baterie pod velením kapitána Augusta von der Groebena se úporně snažila zabránit Prusům v postupu ke svým pozicím. Pozdější tzv. „Baterie mrtvých“ byla ze severu napadena z týlu a zcela obsazena pruským 1. gardovým pěším plukem. Kromě 53 vojáků a 68 koní přišla baterie také o sedm z osmi děl, ale akce brigády jihovýchodně od Chlumu umožnila odtržení brigády generála von Appiana. Po dobytí Chlumu padlo během několika minut do rukou Prusů 14 nepřátelských děl. Záložní dělostřelectvo Pruského gardového sboru bylo umístěno na východních kopcích Chlumu. Pruská pěchota vybavená jehlovými puškami systému Dreys trhala velké mezery v rakouských řadách ze všech stran. Jednotky podplukovníka Freiherra von Schimmelpenning byly obklíčeny a musely se se 600 muži vzdát . Po těžkých ztrátách se brigáda von Appiana stáhla směrem na Sweti a Hradec Králové. Zdálo se, že podmaršál Thun již bitvu vzdal a rozhodl se zachránit své jednotky na březích horního Labe ústupem do pevnosti Königgrätz – tento čin záhy postavil ústup zbytku Benedekovy armády do vážné situace. Thun se to později pokusil zdůvodnit tím, že nařídil, aby se jednotky brigády Henriquez stáhly poté, co Prusové o půl hodiny dříve obsadili Chlum a již začali překračovat Labe u Předměřic.
Benedek nemohl uvěřit, že významná místa na Chlumu padla a okamžitě zavelel k protiútoku ku znovudobytí návrší, zástupci velitele IV. sboru, generál von Mollinary a velitel VI. sboru, Wilhelm von Ramming toto rozhodnutí podpořili. V 15:30 pak, bez pokynů od Benedeka, zaútočil Ramming se dvěma bojem nenarušenými brigádami pod velením plukovníka Ferdinanda von Rosenzweiga, aby zajistili Rozběřice a dobyli zpět Chlum. Ve stejnou dobu rakouská děla zdvojnásobila svou palebnou sílu na pruské pozice u Dlouhých Dvorů, aby podpořila jejich akci. Protiútok podpořený 1. rezervní jízdní divizí však narazil na tři pruské strážní prapory pod velením plukovníka Bernharda von Kessela. Kesselovi gardisté postupovali dále na jih a obsadili Rozběřice, následně se pak zúčastnily včasného útoku 11. Divize (ze směru od Nedelistu), který zničil Rosenzweigovu brigádu a donutil rakouské jednotky k ústupu. Během střetu padl po zásahu šrapnelem pruský generál Hiller von Gärtringen, jeho jednotky ale pevně držely pozice na zaujaté na Chlumu.

### Stažení rakouské armády
V 16 hodin dal náčelník generálního štábu Helmut von Moltke konečně pruské 1. armádě rozhodnutí: rozkaz armády k postupu ve středu. S rozpadem rakouské fronty se rakouský III. a X. sbor stahoval přes linii Dlouhé Dvory a Rosnice. Mezitím byla pruská brigáda Alvensleben úspěšná i na východě a po prudkém střetu se zbytky brigády Fleischhacker, která ustupovala z Čistěvsi, obsadila les u vsi Lípa a téměř ihned poté vtrhla střední kolona 2. divize strážní divize také dovnitř obce.

## Jízdní bitva mezi Rozběřicemi a Dlouhými Dvory
Aby ulehčily těžce bojující a ustupující pěchotě, zaútočily nakonec dvě rakouské jezdecké divize u Střezetic, Rozběřic a Dlouhých Dvorů, kde se proti sobě postavilo 39 a půl rakouských a 31 pruských eskadron.
Mezi 15:30 a 16:00 pruská 1. armáda obnovila postup ve středu mezi Sadovou a Mokrovousy. Jejich vrcholy již dosáhly Dlouhých Dvorů a Střezetic, ze severu se pak blížila gardová pěchota 2. divize. armády, která již byla před obcí Lípa. Následná jezdecká bitva vypukla poté, co se rakouské brigády Leiningen, Mondel a Knebel (X. sbor) právě stáhly z oblasti Rozběřic, kde se naposledy nacházel pěší pluk Deutschmeister a části brigády Poschacher. V této situaci bylo možné dosáhnout pouze spořádaného stažení a vyhnout se zničení vlastních sil. V této době byly v ic ?? stále umístěny jednotky rakouských brigád Rosenzweig a Poschacher, rakouská 1. záložní jízdní divize byla dislokovaná vpravo od pěší brigády Abele v oblasti západně od Všestar a Rosnic. Jezdecká brigáda Schindlöcker předtím ustupovala z Chlumu souběžně se silnicí do Všestar. Solmova jezdecká brigáda se přesunula do Dlouhých Dvorů a po těžké palbě odtud ustoupila směrem na Rosnice, přičemž napravo v té chvíli měla Hesenský pluk a nalevo Ferdinandovy kyrysníky.

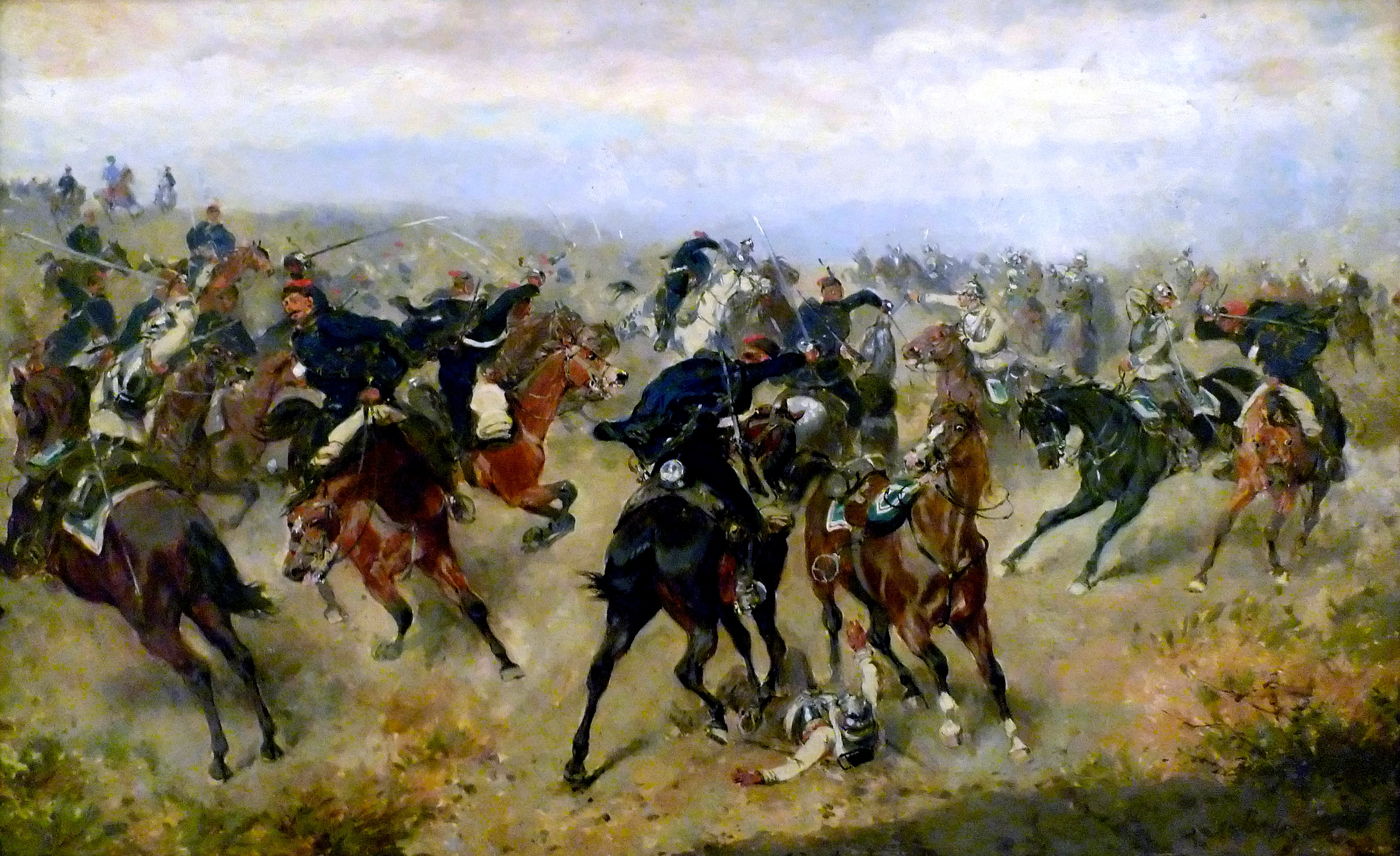
Bitva mezi císařskými husary a pruskými kyrysníky (Alexander von Bensa, 1866)

Pruská jezdecká brigáda Groeben (husarský pluk č. 12 a 4 a 5. eskadrona dragounského pluku č. 3) dosáhla obce Lípa, zatímco v 16:10 byla záložní jízdní divize (kníže z Holštýnska) napadena rakouskou jízdní brigádou Schindlöcker (kyrysové pluky č. 9 a 11), která měla rozkaz krýt rakouský ústup. Pruská brigáda Groeben zaútočila s 3 Neumarkským dragounským plukem a 12 husarským plukem přes Dlouhé Dvory. 1., 2. a 3. eskadrona 3. dragounského pluku se otočila směrem ke Střezeticím. Pruský husarský pluk č. 12 (plukovník Barnekow) zahájil útok proti ustupující Leiningenově brigádě. Ve druhém sedu dorazil do bitvy rakouský 11. kyrysový pluk. Poté, co generálmajor Groeben osobně předal instrukce k husarům směr útoku jižně od vesnice Rozběřice, následovalo tento pohyb 6 eskadron. Potřebný pololevý pivot nebyl kvůli zvýšené rychlosti plně realizován. Husaři zahájili útok proti nepřátelské pěchotě ze sloupové linie v šikmém rozložení, zatímco dragouni, kteří nebyli ve stejné výšce, vytvořili eskadrony vpravo. Když po vesnické cestě projíždělo levé křídlo pruských husarů, dostalo se jim boční palby od pěchoty zbytků brigád Leiningen a Mondel a 28. střeleckého praporu brigády Knebel.
Poté na pruské husary ze směru od Rosnic nečekaně zaútočila nepřátelská jízda. Jakmile se u Dlouhých Dvorů objevila pruská jízda, dostala Schindlöckerova brigáda rozkaz k útoku. Kyrysnický pluk Stadion následovaný 2 škvadronami kyrysnického pluku Kaiser Franz Josef se nemohl plně rozvinout, až 4. a polovina 3. škvadrony konečně přešly k útoku. Pruský 12. husarský pluk nebyl schopen Rakušany sám odrazit, a tak se eskadra 3. divize rychle obrátila. Dragouni napravo proti nepřátelským kyrysům. V následující bitvě byli dragouni úplně dezintegrováni kyrysníky pluku Stadion, i když je ještě 4. pluk podporoval nalevo. Dragounské eskadře se dostalo podpory, na rakouské straně zasáhla druhý sled císařských kyrysníků a husarského pluku Nikolaus. Když Schindlöckerova brigáda začala pronásledovat pruské husary po silnici na Rozběřice, napadl její pravé křídlo nový nepřítel: pomořanský pluk č. 4 plukovníka von Kleista vedl útok z boku proti Stadionovým kyrysníkům a ulehčil tak brigádě Groeben, která se stáhla zpět k Dlouhým Dvorům.

## Síly v bitvě

### Rakousko

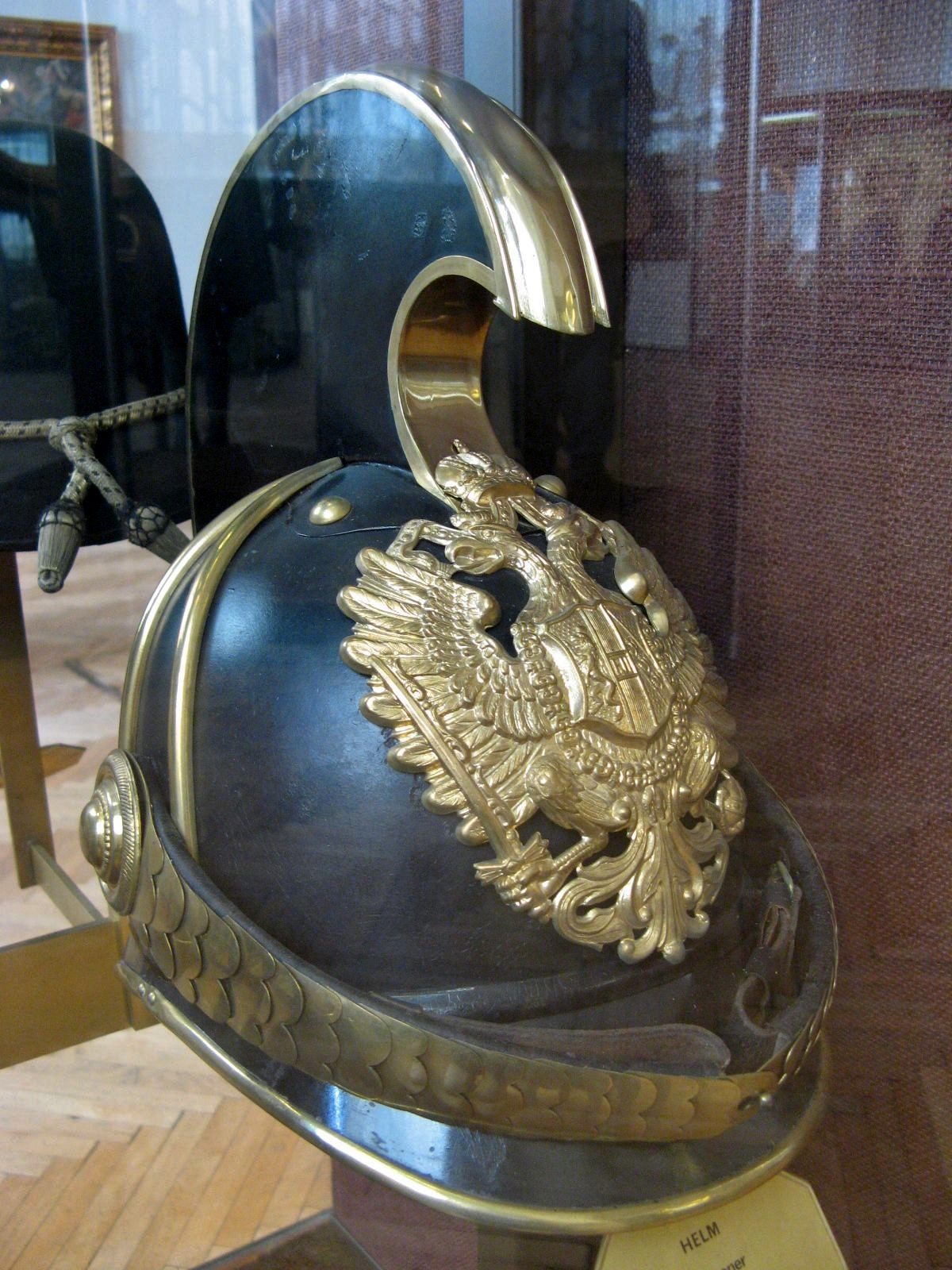
Rakouská dragounská přilba

1. záložní jezdecká divize, Wilhelm ze Šlesvicka-Holštýnska-Sonderburgu
Brigádní generálmajor Eugen von Schindlöcker
- 9. kyrysnický pluk (Stadion), velitel plukovník Pollak, (590 jezdců)
- 11. kyrysnický pluk (Kaiser Franz Joseph), velitel plukovník Justin Graf Bolesta-Koziebrodzky
- 4. hulánský pluk (Kaiser Franz Joseph), velitel plukovník Otto von Scholley
- 2. husarský pluk (Nikolaus), z I. sboru, velitel plukovník Heinrich Schemel Edler von Kühnritt (536 jezdců)

Brigádní generálmajor Prinz von Solms-Braunfels
- 4. kyrysnický pluk (Kaiser Ferdinand), velitel plukovník Joseph Berres Edler von Perez (462 jezdců)
- 6. kyrysnický pluk (Hessen), velitel plukovník hrabě Constantin Thun-Hohenstein (524 jezdců)
- 8. Hulánský pluk (604 jezdců)

3. záložní jezdecká divize, velitel generálmajor Karl Graf von Coudenhove
Brigádní generálmajor Alfred II. Windischgrätz
- 2. kyrysnický pluk (Wrangel), velitel plukovník Edgar Graf Erbach-Fürstenau (599 jezdců)
- 8. kyrysnický pluk (Prinz von Preussen), velitel plukovník Jakob von Baertling (603 jezdců)

Brigádní generálmajor Adolf von Mengen
- 10. Kyrysový pluk (Bayern), velitel plukovník Heinrich Esquire Isaacson (594 jezdců)
- 12. Kyrysový pluk (Neipperg), velitel plukovník Alexander Graf Pappenheim (552 jezdců)
- 11. Uhlan Regiment (Alexander), velitel plukovník hrabě Eduard von Wickenburg (723 jezdců)

### Prusko

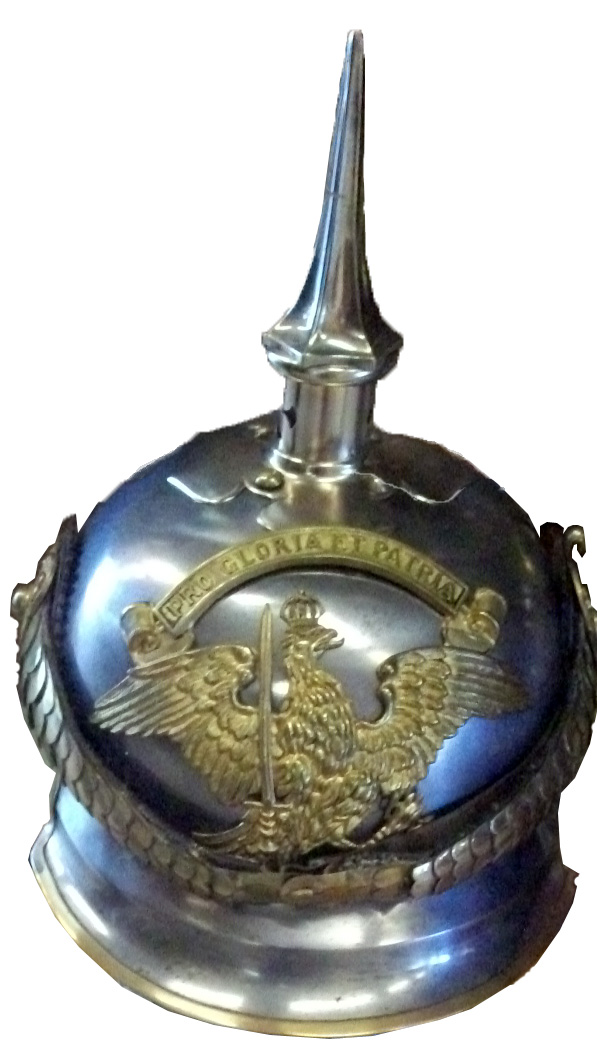
Pruská kyrysová přilba

2. jízdní divize, generálmajor Hann von Weyhern
- 3. lehká brigáda, velitel generálmajor von der Groeben
  - 12. durynský husarský pluk, velitel plukovník von Barnekow
  - 3. dragounský pluk Neumark, velitel podplukovník von Willisen
- 2. lehká brigáda, velitel generálmajor von Mecklenburg
  - 3. braniborský husarský pluk, velitel podplukovník von Kalkreuth
  - 11. braniborský hulánský pluk, velitel podplukovník zu Hohenlohe
  - 2. gardový dragounský pluk, plukovník von Redern

1. jízdní divize, velitel generálmajor von Alvensleben
- 1. lehká brigáda, velitel generálmajor von Rheinbaben
  - 1. gardový dragounský pluk, velitel podplukovník von Barner
  - 1. gardový hulánský pluk, velitel podplukovník von Colomb
  - 2. gardový hulánský pluk, velitel plukovník von Brandenburg
- Sborová kavalerie:
  - Pomořanský pluk č. 4, velitel plukovník von Kleist
  - Pomořanský husarský pluk č. 5, velitel plukovník von Flemming

## Jízdní bitva u Střezelic
Mezitím na jižním křídle bojiště saská, s Rakouskem spojenecká, armáda, na pozicích na kopcích Problus a v Brizerském lese, začala s útokem váhat. Útok z boku rakouské brigády Piret proti levému křídlu pruské Labské armády měl pak Sasy vybudit k akci. Pruská jezdecká divize Alvensleben (brigáda Pfuel a lehká brigáda Rheinbaben) dostala ve 3 hodiny ráno rozkaz k přesunu přes Johanneshof na pravé křídlo polabské armády a krátce po čtvrté hodině ranní projela s lehkou brigádou Rheinbaben mostem přes Labe u Nechanic.
Rakouská 3. záložní jezdecká divize proto dostala za úkol krýt pravé křídlo Piretské brigády (I. armádní sbor) a zabránit nepřátelské jízdě prorazit údolím mezi Probluzí a Střezeticemi. Durynský husarský pluk a dvě levé eskadry neumarkských dragounů pod vedením podplukovníka von Willisena projely kolem Dlouhých Dvorů směrem na Střezetice. Sotva se jim podařilo najít úkryt, byli od Rosnic napadeni rakouskou brigádou prince Alfreda von Windischgrätze. Před a během útoku byla brigáda Windischgrätz ostřelována pruskými bateriemi a různými pěšími oddíly z pozic u Probluze. 2. braniborský hulánský pluk č. 11 (podplukovník zu Hohenlohe) z brigády prince z Mecklenburgu se objevil východně od Střezetic a zaútočil na levé křídlo nepřítele. Pravé křídlo rakouské kyrysové brigády pokračovalo v útoku na sever směrem k Dlouhým Dvorům. Příslušníci 3. pruského dragounského a 2. a 8. kyrysnického pluku se přesunuli na západ. Protože dragouni byli napadeni, 11. hulánský pluk, který právě dorazil, zaútočil z východní strany vesnice přes přilehlou rokli. Levé křídlo 11 hulánů, zejména 4. škvadrona, pak vystřídala dragouny, kteří byli odvedeni na západ. Zatímco 1. Když hulánská eskadra zatlačila rakouské kyrysníky na křídlo, tři zbývající eskadry se ocitly v rakouském týlu, ale byly následně napadeny rakouskými kyrysníky z pluku Wrangel, kteří se opět vydali vpřed v několika eskadrech. Přes salvu pruského pěšího pluku č. 35 projeli kyrysníci dvěma pruskými bateriemi, teprve u Dlouhých Dvorů byl jejich další postup zastaven palbou pruského dělostřelectva. Všechny rakouské útoky na pěší pruské pluky 35. a 49 Pluky byly odraženy s velkými ztrátami: pluky Prinz Karl a Graf Wrangel činily 378 mužů a 470 koní. Generálmajor Windischgrätz byl sám zraněn a musel opustit bojiště zraněný.
V čele pruské jízdní masy, která projížděla kolem Probluzi, představoval l. gardový dragounský pluk. Čerstvá rakouská jezdecká brigáda generálmajora Mengeho, která v boji nahradila brigádu Windischgrätz, viděla pruskou jízdu postupovat napřímo ze západu na východ a okamžitě zavelela k útoku. Hulánský pluk Alexander byl umístěn vlevo, kyrysový pluk König von Bayern byl v prvním střetnutí na pozicích v pravé části bojiště, kyrysový pluk Graf Neipperg následoval za ním. První útok brigády Menges rozehnali strážní jezdci, dragouni zatlačili hulány částečně na sever, částečně ke Střezetic a částečně na jih k Probluzi. Než těžcí bavorští kyrysníci stačily zvrátit bitvu průnikem po levém křídle nepřítele, zaútočili od Dolních Dohalic také pruští blücherští husaři z 3. divize. Divize generála Augusta von Werdera, kteří zásahem do bitvy zpečetili porážku Rakušanů.
Podplukovník Graf Finckenstein postupoval se svým plukem, aby se vrhl na hulány, ale opodál stojící roty levého křídla dvou praporů braniborského střeleckého pluku č. 35 jezdce, kteří marně hledali únik z bojiště, zahnaly zpět směrem na Probluz. Části hulánského pluku Alexandr, které ustoupily na jih, byly poté pokryty palbou z rakouských baterií v jihovýchodním cípu Probluzi a obrátily se širokým obloukem na sever kolem vsi, kde pak u Střezetic narazily na kopí 1. pruské divize, která právě útočila. S nelítostným násilím se jezdci pokusili uniknout přes intervaly pěchotní brigády Abele, která byla stále za nimi, za Rosnicemi a přes brigádu Leiningen u Všestar, což vyvolalo chaos a paniku. Rakouská divize Coudenhove utrpěla obecně vysoké ztráty a byla rozptýlena po většině bojiště, částečně za Břízou a částečně za 2. divizí, která se stále držela severovýchodně od Klacova. Záložní jezdecká divize se pak stáhla.

## Po bitvě

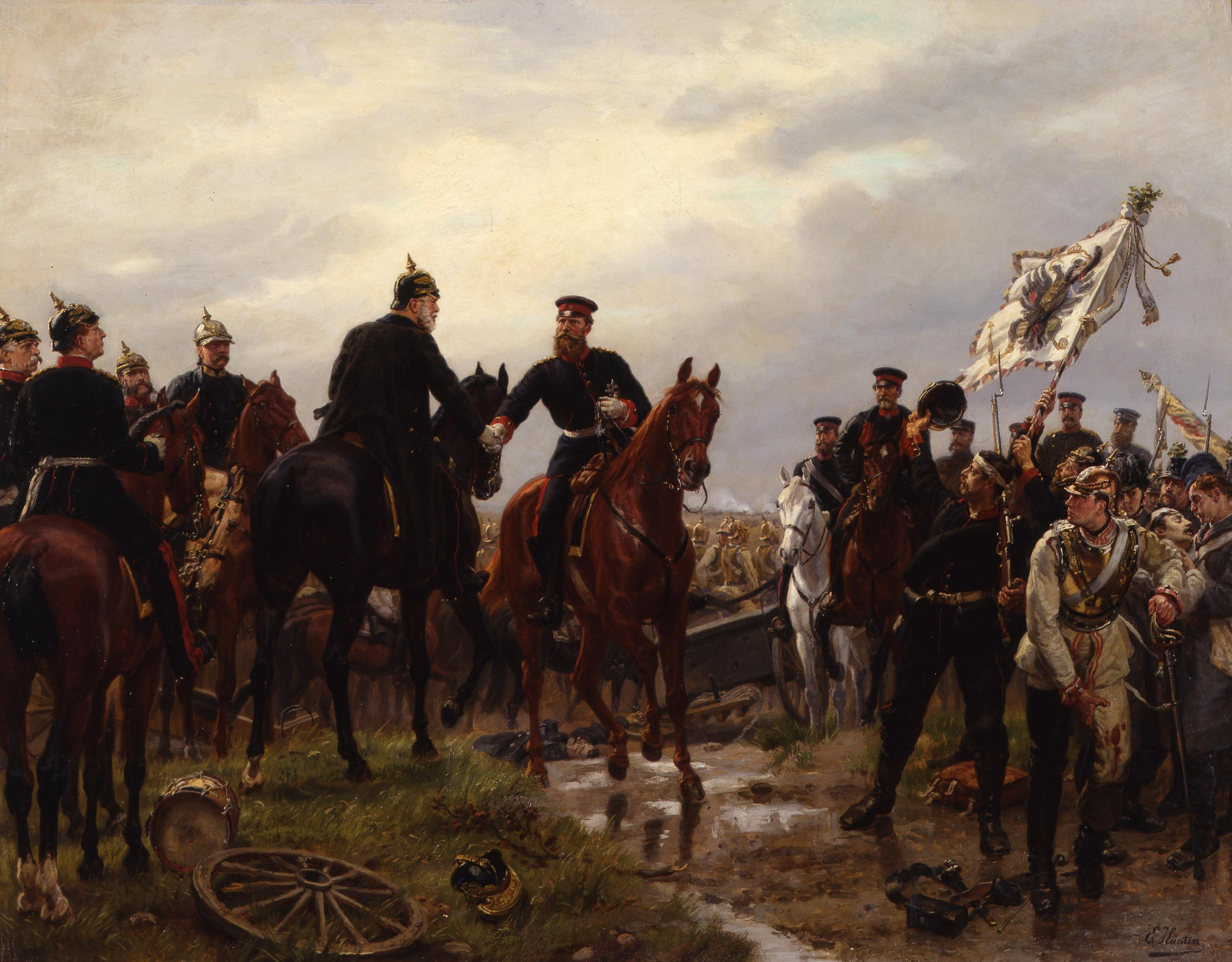
Vilém I. Pruský se po bitvě setkává s korunním princem (nástěnná malba Emila Hüntena pro Berlínskou síň slávy)

Ztráty rakouského jezdectva činily 71 důstojníků, 1 112 vojáků a 1 681 koní. Pruské ztráty pak činily 31 důstojníků, 409 mužů a 402 koní.
Útoky se ve výsledku minuly účinkem, neboť postup Prusů nemohl být nakonec zdržen déle, než půl hodiny. Coudenhoveova divize překročila Labe téměř po všech nezničených mostech a v noci se shromáždila u Holic, Pardubic a Hradce Králové. Protože celé rakouské armádě hrozilo obklíčení, von Benedek bitvu kolem páté odpolední vzdal a nařídil ústup do královéhradecké pevnosti. I. sbor pod velením FML Leopolda Gondrecourta měl tři brigády, které měly zabránit Prusům odříznout ústup rakouských hlavních sil. Mezitím se pruské 14 divizi Polabské armády pod vedením generála Huga Eberharda zu Münster-Meinhövel podařilo vytlačit saskou 27. pěší brigádu generála Emila von Schwartzkoppena ze vsi Probluz. Obránci Probluzi byli mezi posledními prapory, které opustily bojiště a tvořili zadní voj Rakušanů. Než se tento sbor dokázal odtrhnout od nepřítele, utrpěl ztráty 279 důstojníků a okolo 10 000 padlých a raněných mužů, 2 800 rakouských a saských vojáků pak padlo do zajetí.

## Památka

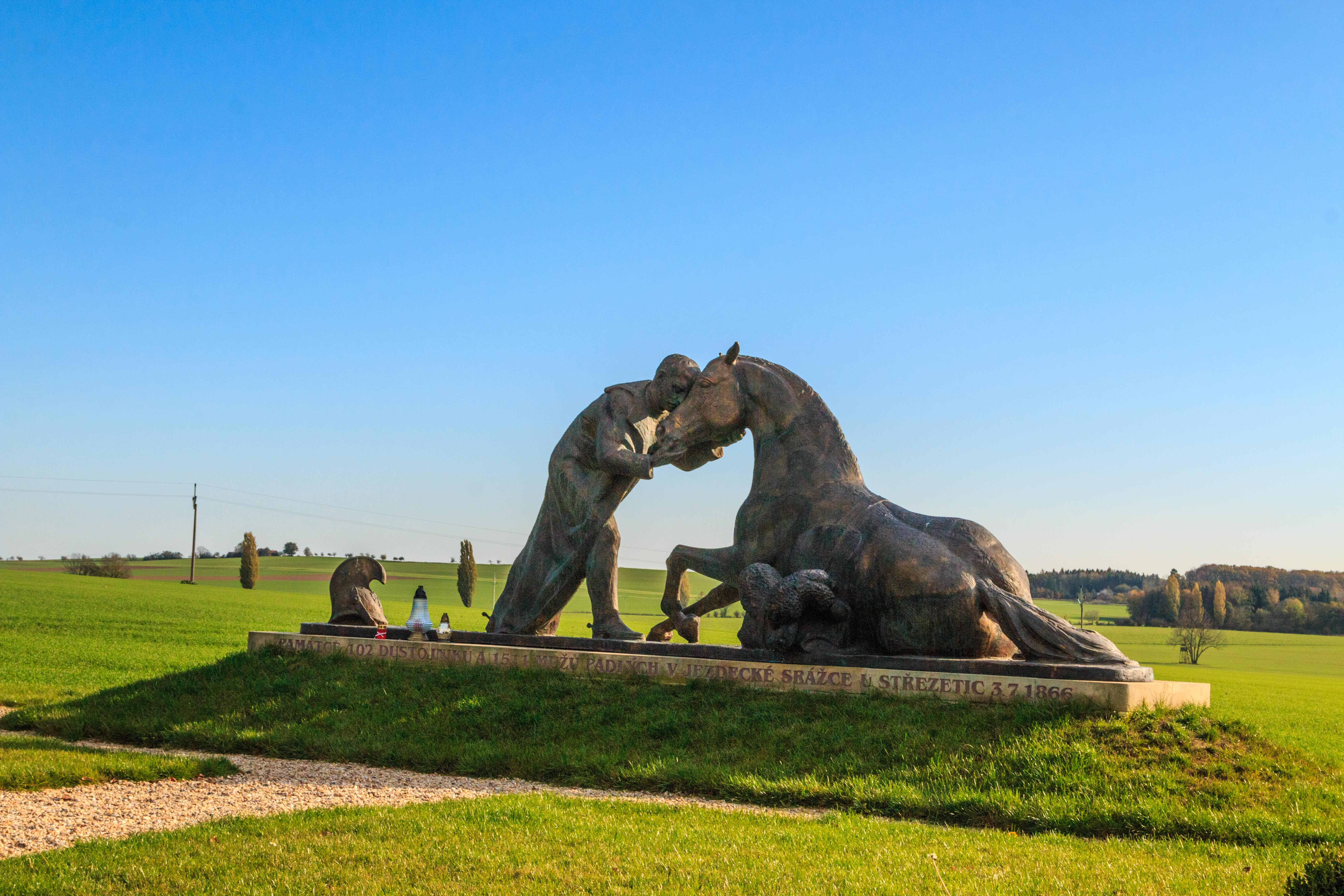
Pomník jezdecké srážky u Střezetic z roku 2017

Událost inspirovala českého v Paříži žijícího malíře Václava Sochora k vytvoření obrazu Srážka jízdy u Střezetic dokončeného roku 1900.
Nedlouho po bitvě bylo v okolí střetu vybudováno několik menších pomníků a válečných hrobů. 1. července 2016 byl ve Střezeticích odhalen pomník bitvy v podobě sousoší rakouského jezdce a ležícího koně.